# Chickamauga and Chattanooga National Military Park
Le Chickamauga and Chattanooga National Military Park est une aire protégée américaine située dans le nord-ouest de la Géorgie et le sud-est du Tennessee. Établi le 19 août 1890, ce parc militaire national protège les sites de la bataille de Chickamauga et de la campagne de Chattanooga, pendant la guerre de Sécession. Inscrit au Registre national des lieux historiques depuis le 15 octobre 1966, il est géré par le National Park Service.
On y trouve le Wilder Brigade Monument.